# Amherst (Texas)
Amherst é uma cidade localizada no estado norte-americano de Texas, no Condado de Lamb.

## Demografia
Segundo o censo norte-americano de 2000, a sua população era de 791 habitantes. 
Em 2006, foi estimada uma população de 754, um decréscimo de 37 (-4.7%).

## Geografia
De acordo com o United States Census Bureau tem uma área de 
2,2 km², dos quais 2,2 km² cobertos por terra e 0,0 km² cobertos por água. Amherst localiza-se a aproximadamente 1113 m acima do nível do mar.

## Localidades na vizinhança
O diagrama seguinte representa as localidades num raio de 28 km ao redor de Amherst. 